# Lista de participantes da Copa Libertadores da América de Futebol Feminino por edição

## Participantes por edição

### 2009
Equipes classificadas para a Copa Libertadores da América de Futebol Feminino de 2009:
| Equipe               | Part. |
| -------------------- | ----- |
| San Lorenzo          | 1.ª   |
| EnForma Santa Cruz   | 1.ª   |
| Santos               | 1.ª   |
| Everton              | 1.ª   |
| Formas Íntimas       | 1.ª   |
| Deportivo Quito      | 1.ª   |
| Universidad Autónoma | 1.ª   |
| White Star           | 1.ª   |
| Rampla Juniors       | 1.ª   |
| Caracas              | 1.ª   |

### 2010
Equipes classificadas para a Copa Libertadores da América de Futebol Feminino de 2010: 
| Equipe               | Part. |
| -------------------- | ----- |
| Boca Juniors         | 1.ª   |
| Deportivo Florida    | 1.ª   |
| Santos               | 2.ª   |
| Everton              | 2.ª   |
| Formas Íntimas       | 2.ª   |
| Deportivo Quito      | 2.ª   |
| Universidad Autónoma | 2.ª   |
| Iquitos              | 1.ª   |
| River Plate          | 1.ª   |
| Caracas              | 2.ª   |

### 2011
Equipes classificadas para a Copa Libertadores da América de Futebol Feminino de 2011:
| Equipe               | Part. |
| -------------------- | ----- |
| Boca Juniors         | 2.ª   |
| Gerimex              | 1.ª   |
| Duque de Caxias      | 1.ª   |
| Santos               | 3.ª   |
| São José             | 1.ª   |
| Colo-Colo            | 1.ª   |
| Formas Íntimas       | 3.ª   |
| LDU Quito            | 1.ª   |
| Universidad Autónoma | 3.ª   |
| Sport Girls          | 1.ª   |
| Nacional             | 1.ª   |
| Caracas              | 3.ª   |

### 2012
Equipes classificadas para a Copa Libertadores da América de Futebol Feminino de 2012:
| Equipe                 | Part. |
| ---------------------- | ----- |
| Boca Juniors           | 3.ª   |
| Universidad Santa Cruz | 1.ª   |
| Foz Cataratas          | 1.ª   |
| São José               | 2.ª   |
| Vitória das Tabocas    | 1.ª   |
| Colo-Colo              | 2.ª   |
| Formas Íntimas         | 4.ª   |
| LDU Quito              | 2.ª   |
| Universidad Autónoma   | 4.ª   |
| Sport Girls            | 2.ª   |
| Nacional               | 2.ª   |
| Caracas                | 4.ª   |

### 2013
Equipes classificadas para a Copa Libertadores da América de Futebol Feminino de 2013:
| Equipe                 | Part. |
| ---------------------- | ----- |
| Boca Juniors           | 4.ª   |
| Mundo Futuro           | 1.ª   |
| Foz Cataratas          | 2.ª   |
| São José               | 3.ª   |
| Colo-Colo              | 3.ª   |
| Everton                | 3.ª   |
| Formas Íntimas         | 5.ª   |
| Rocafuerte             | 1.ª   |
| Cerro Porteño          | 1.ª   |
| Sport Girls            | 3.ª   |
| Nacional               | 3.ª   |
| Estudiantes de Guárico | 1.ª   |

### 2014
Equipes classificadas para a Copa Libertadores da América de Futebol Feminino de 2014:
| Equipe              | Part. |
| ------------------- | ----- |
| Boca Juniors        | 5.ª   |
| Mundo Futuro        | 2.ª   |
| Centro Olímpico     | 1.ª   |
| São José            | 4.ª   |
| Vitória das Tabocas | 2.ª   |
| Colo-Colo           | 4.ª   |
| Formas Íntimas      | 6.ª   |
| Rocafuerte          | 2.ª   |
| Cerro Porteño       | 2.ª   |
| Real Maracaná       | 1.ª   |
| Colón               | 1.ª   |
| Caracas             | 5.ª   |

### 2015
Equipes classificadas para a Copa Libertadores da América de Futebol Feminino de 2015:
| Equipe                 | Part. |
| ---------------------- | ----- |
| UAI Urquiza            | 1.ª   |
| San Martín de Porres   | 1.ª   |
| Ferroviária            | 1.ª   |
| São José               | 5.ª   |
| Colo-Colo              | 5.ª   |
| Formas Íntimas         | 7.ª   |
| Real Pasión            | 1.ª   |
| Espuce                 | 1.ª   |
| Cerro Porteño          | 3.ª   |
| Universitario          | 1.ª   |
| Colón                  | 2.ª   |
| Estudiantes de Guárico | 2.ª   |

### 2016
Equipes classificadas para a Copa Libertadores da América de Futebol Feminino de 2016:
| Equipe                  | Part. |
| ----------------------- | ----- |
| UAI Urquiza             | 2.ª   |
| San Martín de Porres    | 2.ª   |
| Ferroviária             | 2.ª   |
| Foz Cataratas           | 3.ª   |
| Colo-Colo               | 6.ª   |
| Generaciones Palmiranas | 1.ª   |
| Unión Española          | 1.ª   |
| Sportivo Limpeño        | 1.ª   |
| Universitario           | 2.ª   |
| Colón                   | 3.ª   |
| Nacional                | 4.ª   |
| Estudiantes de Guárico  | 3.ª   |

### 2017
Equipes classificadas para a Copa Libertadores da América de Futebol Feminino de 2017:
| Equipe                 | Part. |
| ---------------------- | ----- |
| River Plate            | 1.ª   |
| Deportivo ITA          | 1.ª   |
| Corinthians/Audax      | 1.ª   |
| Colo-Colo              | 7.ª   |
| Santa Fe               | 1.ª   |
| Unión Española         | 2.ª   |
| Sportivo Limpeño       | 2.ª   |
| Cerro Porteño          | 4.ª   |
| Deportivo Capiatá      | 1.ª   |
| Universitario          | 3.ª   |
| Colón                  | 4.ª   |
| Estudiantes de Guárico | 4.ª   |

### 2018
Equipes classificadas para a Copa Libertadores da América de Futebol Feminino de 2018: 
| Equipe         | Part. |
| -------------- | ----- |
| UAI Urquiza    | 3.ª   |
| Deportivo ITA  | 2.ª   |
| Audax          | 2.ª   |
| Iranduba       | 1.ª   |
| Santos         | 4.ª   |
| Colo-Colo      | 8.ª   |
| Atlético Huila | 1.ª   |
| Unión Española | 3.ª   |
| Cerro Porteño  | 5.ª   |
| Sport Girls    | 4.ª   |
| Peñarol        | 1.ª   |
| Flor de Patria | 1.ª   |

### 2019
Equipes classificadas para a Copa Libertadores da América de Futebol Feminino de 2019: 
| Equipe                 | Part. |
| ---------------------- | ----- |
| UAI Urquiza            | 4.ª   |
| Mundo Futuro           | 3.ª   |
| Corinthians            | 2.ª   |
| Ferroviária            | 3.ª   |
| Colo-Colo              | 9.ª   |
| Santiago Morning       | 1.ª   |
| América de Cali        | 1.ª   |
| Independiente Medellín | 1.ª   |
| Deportivo Cuenca       | 1.ª   |
| Ñañas                  | 1.ª   |
| Cerro Porteño          | 6.ª   |
| Libertad               | 1.ª   |
| Municipalidad de Majes | 1.ª   |
| Peñarol                | 2.ª   |
| Estudiantes de Caracas | 1.ª   |

### 2020
Equipes classificadas para a Copa Libertadores da América de Futebol Feminino de 2020: 
| Equipe               | Part. |
| -------------------- | ----- |
| Boca Juniors         | 6.ª   |
| River Plate          | 2.ª   |
| Deportivo Trópico    | 1.ª   |
| Corinthians          | 3.ª   |
| Ferroviária          | 4.ª   |
| Kindermann           | 1.ª   |
| Santiago Morning     | 2.ª   |
| Universidad de Chile | 1.ª   |
| América de Cali      | 2.ª   |
| Santa Fe             | 2.ª   |
| El Nacional          | 1.ª   |
| Libertad             | 2.ª   |
| Sol de América       | 1.ª   |
| Universitario        | 4.ª   |
| Peñarol              | 3.ª   |
| Atlético SC          | 1.ª   |

### 2021
Equipes classificadas para a Copa Libertadores da América de Futebol Feminino de 2021: 
| Equipe               | Part. |
| -------------------- | ----- |
| San Lorenzo          | 2.ª   |
| Real Tomayapo        | 1.ª   |
| Corinthians          | 4.ª   |
| Ferroviária          | 5.ª   |
| Kindermann           | 2.ª   |
| Santiago Morning     | 3.ª   |
| Universidad de Chile | 2.ª   |
| Santa Fe             | 3.ª   |
| Deportivo Cali       | 1.ª   |
| Deportivo Cuenca     | 2.ª   |
| Cerro Porteño        | 7.ª   |
| Sol de América       | 2.ª   |
| Deportivo Capiatá    | 2.ª   |
| Alianza Lima         | 1.ª   |
| Nacional             | 5.ª   |
| Yaracuyanos          | 1.ª   |

### 2022
Equipes classificadas para a Copa Libertadores da América de Futebol Feminino de 2022: 
| Equipe               | Part. |
| -------------------- | ----- |
| Boca Juniors         | 7.ª   |
| Always Ready         | 1.ª   |
| Corinthians          | 5.ª   |
| Ferroviária          | 6.ª   |
| Palmeiras            | 1.ª   |
| Santiago Morning     | 4.ª   |
| Universidad de Chile | 3.ª   |
| América de Cali      | 3.ª   |
| Deportivo Cali       | 2.ª   |
| Dragonas IDV         | 1.ª   |
| Ñañas                | 2.ª   |
| Libertad             | 3.ª   |
| Olimpia              | 1.ª   |
| Alianza Lima         | 2.ª   |
| Defensor Sporting    | 1.ª   |
| Deportivo Lara       | 1.ª   |

### 2023
Equipes classificadas para a Copa Libertadores da América de Futebol Feminino de 2023: 
| Equipe                 | Part. |
| ---------------------- | ----- |
| Boca Juniors           | 8.ª   |
| Always Ready           | 2.ª   |
| Corinthians            | 6.ª   |
| Internacional          | 1.ª   |
| Palmeiras              | 2.ª   |
| Colo-Colo              | 10.ª  |
| Universidad de Chile   | 4.ª   |
| América de Cali        | 4.ª   |
| Atlético Nacional      | 1.ª   |
| Santa Fe               | 4.ª   |
| Barcelona de Guayaquil | 1.ª   |
| Libertad               | 4.ª   |
| Olimpia                | 2.ª   |
| Universitario          | 5.ª   |
| Nacional               | 6.ª   |
| Caracas                | 6.ª   |

### 2024
Equipes classificadas para a Copa Libertadores da América de Futebol Feminino de 2024: 
| Equipe           | Part. |
| ---------------- | ----- |
| Boca Juniors     | 9.ª   |
| Always Ready     | 3.ª   |
| Corinthians      | 7.ª   |
| Ferroviária      | 7.ª   |
| Santos           | 5.ª   |
| Colo-Colo        | 11.ª  |
| Santiago Morning | 5.ª   |
| Deportivo Cali   | 3.ª   |
| Santa Fe         | 5.ª   |
| Dragonas IDV     | 1.ª   |
| Libertad         | 5.ª   |
| Olimpia          | 3.ª   |
| Guaraní          | 1.ª   |
| Alianza Lima     | 3.ª   |
| Peñarol          | 4.ª   |
| ADIFFEM          | 1.ª   |

## Participantes por país
Em negrito os anos em que o clube conquistou o título. E em sublinhado os anos em que foi vice-campeão.

### Argentina
| Clube        | Participações                                            |
| ------------ | -------------------------------------------------------- |
| Boca Juniors | 9 (2010, 2011, 2012, 2013, 2014, 2020, 2022, 2023, 2024) |
| UAI Urquiza  | 4 (2015, 2016, 2018, 2019)                               |
| San Lorenzo  | 2 (2009, 2021)                                           |
| River Plate  | 2 (2017, 2020)                                           |

### Bolívia
| Clube                  | Participações        |
| ---------------------- | -------------------- |
| Always Ready           | 3 (2022, 2023, 2024) |
| Mundo Futuro           | 3 (2013, 2014, 2019) |
| San Martín de Porres   | 2 (2015, 2016)       |
| Deportivo ITA          | 2 (2017, 2018)       |
| EnForma Santa Cruz     | 1 (2009)             |
| Deportivo Florida      | 1 (2010)             |
| Gerimex                | 1 (2011)             |
| Universidad Santa Cruz | 1 (2012)             |
| Deportivo Trópico      | 1 (2020)             |
| Real Tomayapo          | 1 (2021)             |

### Brasil
| Clube               | Participações                                 |
| ------------------- | --------------------------------------------- |
| Ferroviária         | 7 (2015, 2016, 2019, 2020, 2021, 2022, 2024)  |
| Corinthians         | 7 (2017, 2019, 2020 , 2021, 2022, 2023, 2024) |
| Santos              | 5 (2009, 2010, 2011, 2018, 2024)              |
| São José            | 5 (2011, 2012, 2013, 2014, 2015)              |
| Foz Cataratas       | 3 (2012, 2013, 2016)                          |
| Vitória das Tabocas | 2 (2012, 2014)                                |
| Audax               | 2 (2017, 2018)                                |
| Kindermann          | 2 (2020, 2021)                                |
| Palmeiras           | 2 (2022, 2023)                                |
| Duque de Caxias     | 1 (2011)                                      |
| Centro Olímpico     | 1 (2014)                                      |
| Iranduba            | 1 (2018)                                      |
| Internacional       | 1 (2023)                                      |

1. 1 2 3  Na ano de 2017, o Audax formou uma parceria com o Corinthians e os títulos conquistados naquele ano são compartilhados com as duas equipes. A partir de 2018 a parceria foi desfeita e cada time formou seu próprio elenco.[25]

### Chile
| Clube                | Participações                                                         |
| -------------------- | --------------------------------------------------------------------- |
| Colo-Colo            | 11 (2011, 2012, 2013, 2014, 2015, 2016, 2017, 2018, 2019, 2023, 2024) |
| Santiago Morning     | 5 (2019, 2020, 2021, 2022, 2024)                                      |
| Universidad de Chile | 4 (2020, 2021, 2022, 2023)                                            |
| Everton              | 3 (2009, 2010, 2013)                                                  |

### Colômbia
| Clube                   | Participações                                |
| ----------------------- | -------------------------------------------- |
| Formas Íntimas          | 7 (2009, 2010, 2011, 2012, 2013, 2014, 2015) |
| Santa Fe                | 5 (2017, 2020, 2021, 2023, 2024)             |
| América de Cali         | 4 (2019, 2020, 2022, 2023)                   |
| Deportivo Cali          | 3 (2021, 2022, 2024)                         |
| Atlético Huila          | 2 (2018, 2019)                               |
| Real Pasión             | 1 (2015)                                     |
| Generaciones Palmiranas | 1 (2016)                                     |
| Independiente Medellín  | 1 (2019)                                     |
| Atlético Nacional       | 1 (2023)                                     |

### Equador
| Clube                  | Participações        |
| ---------------------- | -------------------- |
| Unión Española         | 3 (2016, 2017, 2018) |
| Deportivo Quito        | 2 (2009, 2010)       |
| LDU Quito              | 2 (2011, 2012)       |
| Rocafuerte             | 2 (2013, 2014)       |
| Deportivo Cuenca       | 2 (2019, 2021)       |
| Ñañas                  | 2 (2019, 2022)       |
| Dragonas IDV           | 2 (2022, 2024)       |
| Espuce                 | 1 (2015)             |
| El Nacional            | 1 (2020)             |
| Barcelona de Guayaquil | 1 (2023)             |

### Paraguai
| Clube                | Participações                                |
| -------------------- | -------------------------------------------- |
| Cerro Porteño        | 7 (2013, 2014, 2015, 2017, 2018, 2019, 2021) |
| Libertad             | 5 (2019, 2020, 2022, 2023, 2024)             |
| Universidad Autónoma | 4 (2009, 2010, 2011, 2012)                   |
| Olimpia              | 3 (2022, 2023, 2024)                         |
| Sportivo Limpeño     | 2 (2016, 2017)                               |
| Deportivo Capiatá    | 2 (2017, 2021)                               |
| Sol de América       | 2 (2020, 2021)                               |
| Guaraní              | 1 (2024)                                     |

### Peru
| Clube                  | Participações                    |
| ---------------------- | -------------------------------- |
| Universitario          | 5 (2015, 2016, 2017, 2020, 2023) |
| Sport Girls            | 4 (2011, 2012, 2013, 2018)       |
| Alianza Lima           | 3 (2021, 2022, 2024)             |
| White Star             | 1 (2009)                         |
| Iquitos                | 1 (2010)                         |
| Real Maracaná          | 1 (2014)                         |
| Municipalidad de Majes | 1 (2019)                         |

### Uruguai
| Clube             | Participações                          |
| ----------------- | -------------------------------------- |
| Nacional          | 6 (2011, 2012, 2013, 2016, 2021, 2023) |
| Colón             | 4 (2014, 2015, 2016, 2017)             |
| Peñarol           | 4 (2018, 2019, 2020, 2024)             |
| Rampla Juniors    | 1 (2009)                               |
| River Plate       | 1 (2010)                               |
| Defensor Sporting | 1 (2022)                               |

### Venezuela
| Clube                  | Participações                          |
| ---------------------- | -------------------------------------- |
| Caracas                | 6 (2009, 2010, 2011, 2012, 2014, 2023) |
| Estudiantes de Guárico | 4 (2013, 2015, 2016, 2017)             |
| Flor de Patria         | 1 (2018)                               |
| Estudiantes de Caracas | 1 (2019)                               |
| Atlético SC            | 1 (2020)                               |
| Yaracuyanos            | 1 (2021)                               |
| Deportivo Lara         | 1 (2022)                               |
| ADIFFEM                | 1 (2024)                               |